# Onthophilus smetanai
Onthophilus smetanai är en skalbaggsart som beskrevs av Miłosz A. Mazur 1994. Onthophilus smetanai ingår i släktet Onthophilus och familjen stumpbaggar. Inga underarter finns listade i Catalogue of Life.